# Doug Lee
Doug Lee es un actor de voz y compositor estadounidense, conocido por interpretar a Indiana Jones en los videojuegos Indiana Jones and the Fate of Atlantis e Indiana Jones y la Máquina Infernal, ambos de LucasArts.